# Agence suédoise de coopération internationale pour le développement
L'Agence suédoise de coopération internationale pour le développement (en suédois : Styrelsen för internationellt utvecklingssamarbete) est une agence gouvernementale relevant du ministère suédois des Affaires étrangères créée en 1995 . Elle est connue aussi sous le nom de SIDA (en anglais : Swedish International Development Authority)  fondée en 1965, dont elle est la continuation sous le nom anglais Swedish International Development Cooperation Agency.
L'agence est responsable de l'aide officielle au développement pour les pays en développement.
En 1974, la SIDA apporte un soutien décisif à la campagne de l'OMS pour l'éradication de la variole en Inde.
L'agence affirme aussi le respect des droits de l'homme, de la démocratie et de l'égalité des sexes proclamés par la Déclaration universelle des droits de l'homme dans ses missions.
L'agence intervient également sur les droits LGBT dans le monde. L'évaluation du plan d'action 2007-2009 montre le travail important accompli par l'agence dans des nombreux pays, y compris le dialogue avec la société civile, les autres donateurs et les gouvernements pour l'intégration de ces droits dans les stratégies nationales.
En plus de financer directement un certain nombre de groupes LGBT, l'agence intervient indirectement par la promotion de cette cause via la mise en réseau avec d'autres donateurs et parties prenantes internationales, en donnant des interviews à la radio et à la télévision, la publication d'articles, en participant et en organisant des événements dans des marches des fierté et des Outgames mondiaux.